# Alastair Russell
Alastair Russell (* um 1930) ist ein schottischer Badmintonspieler.

## Karriere
Alastair Russell wurde 1951 erstmals nationaler schottischer Meister. Zehn weitere Titelgewinne folgten bis 1957. 1956 gewann er die Irish Open, 1952 siegte er bei den North of Scotland Championships.

## Sportliche Erfolge
| Saison | Veranstaltung                     | Disziplin    | Platz | Name                                  |
| ------ | --------------------------------- | ------------ | ----- | ------------------------------------- |
| 1951   | Schottland: Einzelmeisterschaften | Herreneinzel | 1     | Alastair Russell                      |
| 1952   | Schottland: Einzelmeisterschaften | Herreneinzel | 1     | Alastair Russell                      |
| 1953   | Schottland: Einzelmeisterschaften | Mixed        | 1     | Alastair Russell / Isobel Montgomerie |
| 1953   | Schottland: Einzelmeisterschaften | Herreneinzel | 1     | Alastair Russell                      |
| 1954   | Schottland: Einzelmeisterschaften | Mixed        | 1     | Alastair Russell / Isobel Montgomerie |
| 1954   | Schottland: Einzelmeisterschaften | Herreneinzel | 1     | Alastair Russell                      |
| 1954   | Schottland: Einzelmeisterschaften | Herrendoppel | 1     | Alastair Russell / Alistair McIntyre  |
| 1955   | Schottland: Einzelmeisterschaften | Herreneinzel | 1     | Alastair Russell                      |
| 1955   | Schottland: Einzelmeisterschaften | Herrendoppel | 1     | Alastair Russell / Alistair McIntyre  |
| 1956   | Irish Open                        | Herrendoppel | 1     | Alastair Russell / Alistair McIntyre  |
| 1957   | Schottland: Einzelmeisterschaften | Herreneinzel | 1     | Alastair Russell                      |
| 1957   | Schottland: Einzelmeisterschaften | Herrendoppel | 1     | Alastair Russell / Alistair McIntyre  |